# Deep Space Homer
«Deep Space Homer» — п’ятнадцятий епізод  п’ятого сезону американського мультсеріалу «Сімпсони», який вперше показали на каналі Fox у США 24 лютого 1994 року. У цьому епізоді Гомер Сімпсон бере участь в космічному польоті від NASA, щоб зацікавити громадськість до дослідження космосу та підвищити кількість польотів у космос. Опинившись в космосі, його некомпетентність руйнує навігаційну систему на борту  космічного корабля.
Епізод написав шоураннер Девід Мірккін, а режисером став Карлос Баеза. Астронавт Аполлона-11 Базз Олдрін та музикант Джеймс Тейлор зіграли самих себе. Цей епізод пародіює фільм 1968 року «2001: Космічна Одіссея».
Деякі члени команди Сімпсонів разом зі засновником Меттом Ґрейнінгом, побоювалися, що концепція була занадто нереалістичною. В результаті, деякі жарти довелося вилучити  і приділити більше уваги сімейним стосункам Сімпсонів. Епізод отримав хороші відгуки, а багато критиків і шанувальників оцінили його як одну з найкращих у серіалі.

## Сюжет
На Спрінгфілдській атомній електростанції Гомер Сімпсон вірить, що виграє нагороду «Працівник тижня»; Це вимога профспілки, щоб кожен працівник отримав приз, а Гомер — єдиний працівник заводу, який ніколи не вигравав. Натомість пан Бернс, бос Гомера, вручає нагороду неживому вуглецевому стрижню. Гомер думає, що його ніхто не поважає, і дивиться телевізор, щоб підняти собі настрій. Раптом телевізійний пульт  ламається, і канал показує трансляцію запуску  Спейс Шаттла. Гомеру стало нудно від цього. Пізніше в таверні Мо він  жартома дзвонить до NASA, щоб поскаржитися. Згодом NASA вирішує відправити середньостатистичного американця в космос, щоб покращити свій рейтинг Нільсена, і вони вибирають Гомера. Коли вони познайомилися з Гомером, він подумав. що потрапив у халепу, тому звинуватив у витівці Барні Гамбла. Після того, як Барні почав готуватися до польоту в космос, Гомер розповів NASA правду, і вони погодилися тренувати обох.
На мисі Канаверал Гомер і Барні змагаються у тренувальних вправах. NASA заборонили вживати алкоголь, тому тверезий Барні показав чудові вміння і його обрали для польоту з Баззом Олдріном і Рейс Баньоном. Але після келиху безалкогольного напою, Барні знову стає алкоголіком. Гомер заміняє Барні, але він перехвилювався і втік під час підготовки до зльоту. Мардж заохочує його скористатися можливістю, і він повертається на запуск, отримуючи хороші телевізійні рейтинги.
Гомер перевозить на борт шатла упаковку картопляних чіпсів і відкриває його у космосі. Через невагомість, чіпси розлітаються і забивають панель приладів. Поїдаючи їх, Гомер знищує формікарій, а мурахи руйнують навігаційну систему. Під час трансляції космічної місії диктор Кент Брокман помилково вважає, що мурахи — гігантські інопланетяни, які збираються поневолити Землю. Музикант Джеймс Тейлор, який співав по радіо, пропонує, щоб мурахи вибили люк. Гомер не надягає пасок безпеки і його ледь не заносить в космос. Шатл благополучно повертається на Землю, приземляючись на прес-конференції. Базз називає Гомера героєм і він з'являється на обкладинці Time. 

## Створення

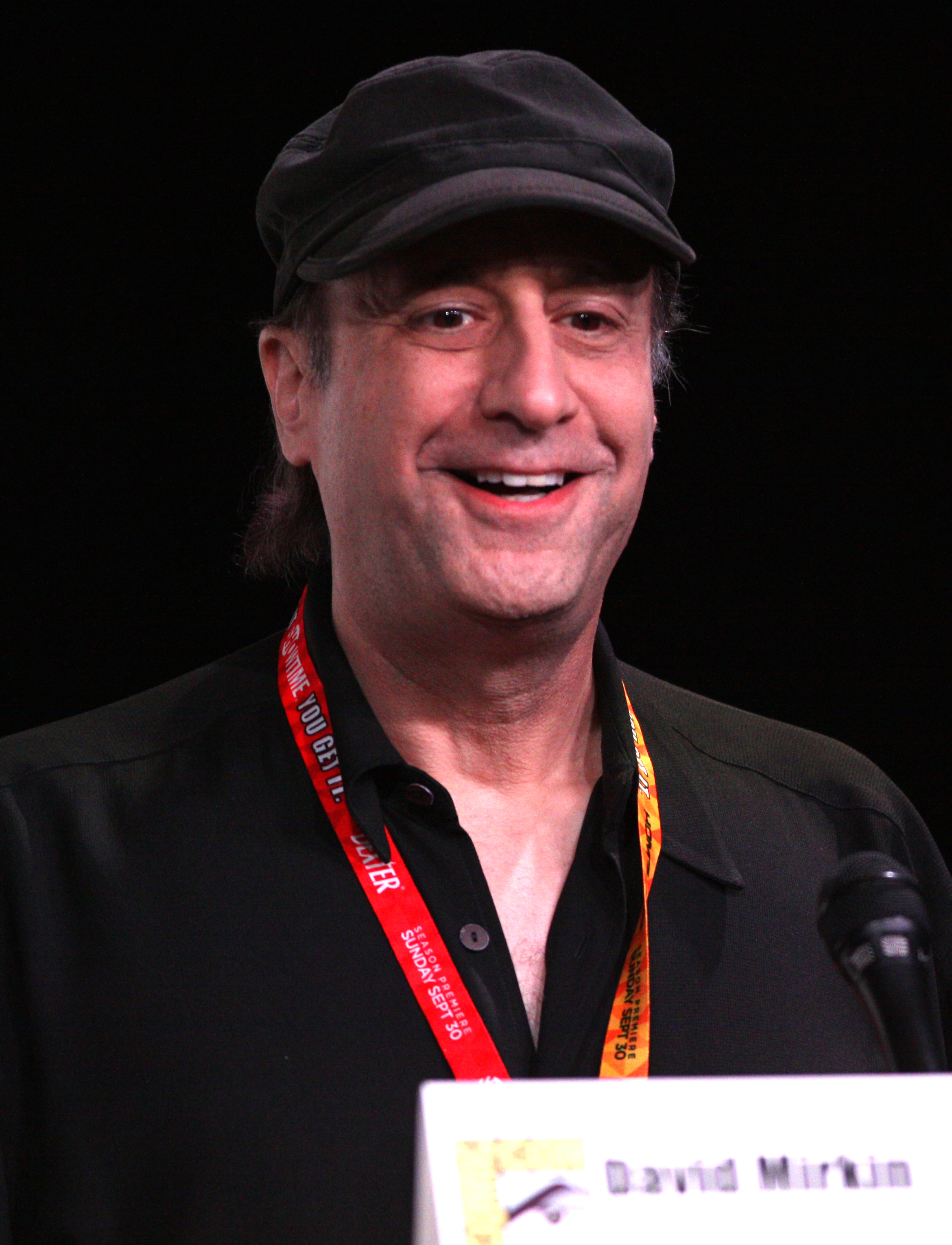
Шоураннер Девід Міркін написав «Глибокий космічний Гомер».

«Deep Space Homer»  написав шоураннер Девід Міркін, а режисером став Карлосом Баеза. Він написав епізод через скасування NASA проекту «Учитель у космосі», який відправив цивільних осіб у космос, щоб підвищити інтерес громадськості до програми Space Shuttle.   Команда була стурбована тим, що відправка Гомера в космос була надто великою ідеєю. Творець Сімпсонів Метт Грейнінг зазначив, що це загнало б їх в глухий кут.  Кілька приколів пом’якшили, наприклад те, що в NASA всі такі ж дурні, як і Гомер, щоб зробити епізод більш реалістичним. Натомість Міркін більше зосереджував увагу на спробах Гомера завоювати повагу сім’ї.
Базз Олдрін, друга людина, яка ступила на Місяць, і музикант Джеймс Тейлор грали себе ж.  Команда стурбована тим, що Олдрін вважатиме  фразу «друге приходить відразу після першого» образливою, запропонувала альтернативу -  "першопроходець". Однак Олдрін віддав перевагу оригінальній цитаті, яку зберегли в сценарії. Для цього епізоду Тейлор записав змінену версію свого синглу «Fire and Rain» 1970 року та «You've Got a Friend» Керол Кінг 1971 року.  Девід Сільверман зняв сцену з картопляними чіпсами замість Баези; чіпси були частково анімовані на персональному комп’ютері Amiga для їх плавного обертання.

## Пародії
У серії «Deep Space Homer» багато посилань на фільм 1968 року «2001: Космічна Одіссея» : сцена, в якій Гомер плаває та їсть картопляні чіпси в космосі, включає вальс Йоганна Штрауса II «Блакитний Дунай» використаний у фільмі. 
Сцена, де сім'я Сімпсонів разом їде в машині, є пародією на початкову сцену «Беверлі-Хіллбіллі».  Назва посилається на телешоу Star Trek: Deep Space Nine.
Невелика сцена присвячена «Планеті мавп», коли Гомер імітує Чарльтона Хестона наприкінці серії.

## Теми
«Deep Space Homer» розповідає про алкоголізм Барні, коли він протверезіє, щоб стати здоровим, а потім повертається до алкоголізму, випивши безалкогольний напій. Епізод також досліджує відносини між членами сім'ї Сімпсонів, зокрема, як вони розвиваються після подорожі Гомера в космос. На початку епізоду Барт пише «Вставте мозок тут» на потилиці Гомера, щоб натякати, що він недостатньо розумний, щоб заслужити повагу своєї родини. Після повернення Гомера з космосу Барт замість цього пише «Герой» на потилиці. Його подорож у космос і його героїчний вчинок викликають у нього більше поваги з боку родини, з чим Гомер боровся протягом кількох років.
Головною мотивацією NASA для відправки Гомера в космос є низький рейтинг. Це очевидно, коли Гомер і Барт, середньостатистичні американці, намагаються швидко змінити канал, побачивши космічний запуск. До 1994 року NASA більше не могло представляти дослідження космосу як частину космічних перегонів, посилаючись на Холодну війну між Радянським Союзом та Сполученими Штатами. У цьому епізоді NASA намагається використовувати середній соціальний клас як засіб підвищення рейтингу. Космічна подорож Гомера підвищила рейтинги NASA; За словами професора англійської мови Пола Кантора, це ілюструє, як легко соціальні зміни можуть вплинути на рейтинг.

## Трансляція та випуск
«Deep Space Homer» вийшов в ефір о 8:00 вечора EST 24 лютого 1994 р. За тиждень з 21 по 27 лютого 1994 року зайняв 32-е місце з рейтингом Nielsen 11,1, що еквівалентно приблизно 10,3 мільйонів телеглядачів  Незважаючи на те, що цього тижня це було шоу з найвищим рейтингом на Fox, попередній епізод «Ліза проти Малібу Стейсі» все ще залишається лідером телепереглядів

## Прийом
У 1994 році кіножурнал Empire оголосив «Deep Space Homer» «претендентом на найкращий епізод в історії», назвавши його третьою найкращою пародією на фільм Сімпсонів. У 1998 році TV Guide включив його до свого списку дванадцяти найкращих епізодів Сімпсонів. У своїй книзі 2004 року «Планета Сімпсонів» Кріс Тернер назвав цей епізод одним із своїх п’яти улюблених. Він описав епізод із Гомером, який їсть картопляні чіпси в «Спейс Шатлі», і промову ведучого новин Кента Брокмана, який вважає, що інопланетні мурахи захопили шаттл, як «просто одні з найкращих комедійних моментів в історії телебачення».
У 2011 році The Daily Telegraph назвала цей епізод серед своїх десяти улюблених. У 2017 році Today.com назвав «Deep Space Homer» четвертим улюбленим епізодом Сімпсонів.Олдрін і Тейлор отримали похвалу за свої виступи;  У 2019 році епізод увійшов до десятки найкращих серій Сімпсонів у Time.